# Michał Ostrowski (burmistrz)
Michał Ostrowski (ur. ?, zm. 1926 w Kole) – polski przedsiębiorca, burmistrz Koła w latach 1917–1919.

## Życiorys
Był właścicielem Fabryki Maszyn Rolniczych i młyna parowego w Kole (późniejszej Fabryki Maszyn Budowlanych ZREMB). Od 1909 roku był naczelnikiem Ochotniczej Straży Ogniowej w Kole. W 1917 roku został drugim burmistrzem Koła (pierwszym burmistrzem został Niemiec – Maks Geppert) i stanął na czele powołanej przez Niemców Rady Miejskiej. Od 27 listopada 1918 roku do śmierci był członkiem sejmiku Powiatu Kolskiego i Wydziału Powiatowego.
Jego córka, Zofia (zm. 1988) była żoną Bernarda Buszy.
Od 28 czerwca 2017 roku jest patronem ulicy w Kole (wcześniej patronką ulicy była Małgorzata Fornalska).